# Otto John
John Otto John (Akwa Ibom, 25 gennaio 1998) è un calciatore nigeriano, attaccante dell'Al-Madina.

## Carriera

### Club
Proveniente dal 36 Lion FC, John ha firmato per gli albanesi dello Skënderbeu a dicembre 2015. Nello stesso mese, è stato ceduto ai kosovari del Trepça '89. In questa porzione di stagione in squadra, ha giocato 3 partite.
Nel corso della stagione successiva, si è laureato capocannoniere del campionato e uno dei suoi gol è stato premiato come il più bello della stagione.
Il 27 giugno 2017, John ha esordito nelle competizioni europee per club: è stato schierato titolare nella sconfitta per 2-1 subita sul campo del Víkingur Gøta, sfida valida per i turni di qualificazione alla Champions League 2017-2018. Nella stessa stagione, John si è confermato capocannoniere del campionato, in ex aequo con Mirlind Daku. Il 27 giugno 2018, John ha lasciato il Trepça 89, congedandosi con 43 reti in 69 presenze tra tutte le competizioni.
Il 9 luglio 2018, John è tornato allo Skënderbeu in vista della nuova stagione. Il 12 agosto 2018 ha vinto la Superkupa Shqiptar, pur restando in panchina per tutto l'incontro. Il 17 agosto successivo ha esordito in Kategoria Superiore, subentrando a Blerim Krasniqi nella vittoria per 1-0 sul Partizani Tirana. Il 17 settembre ha segnato la prima rete nella massima divisione albanese, in occasione dello 0-2 sul campo del Flamurtari Valona.
L'8 gennaio 2020 ha fatto ritorno in Kosovo, firmando per il Prishtina, che lo acquista a titolo definitivo per 35.000 euro.

## Palmarès

### Club

#### Competizioni nazionali
- Campionato kosovaro: 2

Trepça '89: 2016-2017
Prishtina: 2020-2021
- Supercoppa del Kosovo: 2

Trepça '89: 2017
Prishtina: 2020
- Supercoppa d'Albania: 1

Skënderbeu: 2018
- Coppa del Kosovo: 1

Prishtina: 2019-2020